# شويتا تيواري
شويتا تيواري (بالهندية: श्वेता तिवारी؛ بالإنجليزية: Shweta Tiwari) هي ممثلة هندية، ولدت في 4 أكتوبر 1980 في Pratapgarh, Uttar Pradesh ‏ في الهند.

## حياتها الشخصية
تزوجت تيواري من الممثل راچا تشاودري عام 1998. قدمت طلباً للطلاق عام 2007 بعد تسع سنوات من الزواج. روت تيواري أنها عانت من علاقة مضطربة وصفت بإدمان راچا الكحول وبعنفه. إشتكت من كيفية اعتياد راچا ضربها كقاعدة يومية. كما إعتاد على الظهور في مجموعات من عروضها وإساءة التصرف معها. أنجبوا طفلة سميت بالاك.
تزوج كلاً من تيواري والممثل أبهيناڤ كوهلي في 13 يوليو 2013 بعد مواعدة استمرت ثلاث سنوات تقريباً. في 27 نوفمبر 2016، أنجبت تيواري طفل. ظهرت تقريرات مشاكل زواجهم لأول مرة في 2017. في أغسطس 2019، قدمت تيواري شكوى عنف منزلي ضد كوهلي زاعمة مضايقة كوهلي لها ولإبنتها بالاك. أُخذ كوهلي في عهدة الشرطة. لاحقاً، ومن خلال منشور على حساب إنستجرام، صرحت بالاك بأن كوهلي عرّضها لأذى لفظي غير جسدي. أنفصلت تيواري وكوهلي في 2019.

## وصلات خارجية
- شويتا تيواري على موقع IMDb (الإنجليزية)
- شويتا تيواري على موقع أول موفي (الإنجليزية)
- شويتا تيواري على موقع قاعدة بيانات الفيلم (الإنجليزية)